# Caspar Ferdinand Droste zu Füchten
Caspar Ferdinand Droste zu Füchten (* 21. November 1713; † 9. Juni 1774 in Hildesheim) war Domherr verschiedener Domkapitel, Generalvikar, Hofkammerpräsident und Domdechant in Münster. 

## Leben
Seine Eltern waren Ernst Dietrich Anton von Droste zu Füchten und Ursula Sibylla von Plettenberg zu Lenhausen. Damit war er Neffe des Ministers Ferdinand von Plettenberg. Einer seiner Brüder war Friedrich Ferdinand Droste zu Füchten. Ein anderer Friedrich Wilhelm Droste zu Füchten. Die erste Tonsur erhielt er 1727. Infolge päpstlicher Provision wurde er 1728 Domherr in Hildesheim. Er war auch Domherr in Münster und Paderborn. Er war auch Archidiakon von Stadtlohn, Propst von Soest und zwischen 1761 und 1770 Generalvikar des Bistums Münster.
Er diente auch in der weltlichen Regierung des Hochstifts Münster und war Geheimer Rat. Seit 1743 war er Adjungierter Obristjägermeister und ab 1761 Obristjägermeister des Hochstifts Münster. Im Jahr 1760 wurde er Hofkammerpräsident. Als solcher hatte er die finanzielle Oberaufsicht beim Bau des Schlosses Münster. Er war auch königlich preußischer geheimer Rat. 
Nach dem Tod von Clemens August I. von Bayern 1761 kandidierte er 1762 für das Amt des Bischofs von Münster. Er hatte zeitweise gute Chancen gewählt zu werden, unterlag aber schließlich Maximilian Friedrich von Königsegg-Rothenfels.
Im Jahr 1770 wurde er zum Domdechant in Münster gewählt. Da er bisher nur die Weihen eines Subdiakons hatte, ließ er sich zum Priester weihen. Daraufhin gab er die Stellen als Hofkammerpräsident und Obristjägermeister ab.